# Tournoi d'ouverture du championnat du Mexique de football 2023
Navigation
Tournoi précédent Tournoi suivant
Le Tournoi Apertura 2023 (tournoi d'ouverture de la saison 2023-2024) est le cinquante-cinquième tournoi saisonnier disputé au Mexique.
C'est la 109e fois que le titre de champion du Mexique est remis en jeu.
Initialement, chacun des dix-huit clubs participant au championnat sera confronté une fois aux dix-sept autres. Puis les meilleurs s'affronteront lors d'une phase finale à la fin de la saison.
Le  Tigres UANL est le tenant du titre.
Ce tournoi est marqué par l'adoptation du tournoi de Play-In, afin de déterminer les équipes restantes pour la Liguilla. Un tournoi déjà adopté en NBA.
Ce tournoi est remporté par le Club América qui remporte son quatorzième titre en battant les tenants du titre le Tigres UANL en finale.

## Les dix-huit équipes participantes
Ce tableau présente les dix-huit équipes qualifiées pour disputer le championnat 2023-2024. On y trouve le nom des clubs, le nom des stades dans lesquels ils évoluent ainsi que la capacité et la localisation de ces derniers.
| Club                      | Stade                         | Capacité | Ville                    |
| Club América              | Stade Azteca                  | 87 000   | Mexico                   |
| Atlas FC                  | Stade Jalisco                 | 56 713   | Guadalajara              |
| Cruz Azul FC              | Stade Azteca                  | 87 000   | Mexico                   |
| CD Guadalajara            | Stade Omnilife                | 49 850   | Guadalajara              |
| FC Juárez                 | Stade olympique Benito-Juárez | 19 703   | Ciudad Juárez            |
| Club León                 | Stade León                    | 31 297   | León                     |
| Mazatlán FC               | Stade de Mazatlán             | 25 000   | Mazatlán                 |
| CF Monterrey              | Stade BBVA                    | 53 500   | Monterrey                |
| Club Necaxa               | Stade Victoria                | 25 994   | Aguascalientes           |
| CF Pachuca                | Stade Hidalgo                 | 30 000   | Pachuca                  |
| Club Puebla               | Stade Cuauhtémoc              | 51 726   | Puebla                   |
| Querétaro FC              | Stade Corregidora             | 35 575   | Santiago de Querétaro    |
| Atlético de San Luis      | Stade Alfonso-Lastras         | 25 709   | San Luis Potosí          |
| Club Santos Laguna        | Stade Corona                  | 30 000   | Torreón                  |
| Tigres UANL               | Stade Universitario           | 41 615   | San Nicolás de los Garza |
| Club Tijuana              | Stade Caliente                | 27 333   | Tijuana                  |
| Deportivo Toluca          | Stade Nemesio-Díez            | 30 000   | Toluca                   |
| Club Universidad Nacional | Stade olympique universitaire | 72 000   | Mexico                   |

Localisation des clubs
| \| Mexico: Club América Cruz Azul Universidad Querétaro Atlas CD Guadalajara Monterrey Tigres UANL Pachuca Mazatlán Toluca Santos Laguna I Mexico Puebla Tijuana León Necaxa FC Juárez San Luis \| |
| Mexico: Club América Cruz Azul Universidad Querétaro Atlas CD Guadalajara Monterrey Tigres UANL Pachuca Mazatlán Toluca Santos Laguna I Mexico Puebla Tijuana León Necaxa FC Juárez San Luis       |

## Compétition
Le Tournoi Apertura se déroule de la même façon que les tournois saisonniers précédents mais elle connait un changement majeur dans la phase de qualification :
- La phase de qualification : dix-sept journées de championnat.
- La phase finale : des matchs de classement et des confrontations aller-retour allant des quarts de finale à la finale.

### Phase de qualification
Lors de la phase de qualification les dix-huit équipes s'affrontent une fois selon un calendrier tiré aléatoirement.
Les six meilleures équipes sont directement qualifiées pour les quarts de finale.
Les équipes de la 7e à la 10e place jouent les Play-In, les deux équipes vainqueurs se qualifient pour les quarts de finale.
Le classement est établi sur le barème de points classique (victoire à 3 points, match nul à 1, défaite à 0).
Le départage final se fait selon les critères suivants :
- Le nombre de points.
- La différence de buts générale.
- La différence de buts particulière.
- Le nombre de buts marqué à l'extérieur.
- Le tirage au sort.

| Rang | Équipe                    | Pts | J  | G  | N | P  | Bp | Bc | Diff |
| ---- | ------------------------- | --- | -- | -- | - | -- | -- | -- | ---- |
| 1    | Club América              | 40  | 17 | 12 | 4 | 1  | 37 | 14 | +23  |
| 2    | CF Monterrey              | 33  | 17 | 10 | 3 | 4  | 27 | 15 | +12  |
| 3    | Tigres UANL T             | 30  | 17 | 8  | 6 | 3  | 32 | 18 | +14  |
| 4    | Pumas UNAM                | 28  | 17 | 8  | 4 | 5  | 27 | 18 | +9   |
| 5    | CD Guadalajara            | 27  | 17 | 8  | 3 | 6  | 22 | 22 | 0    |
| 6    | Club Puebla               | 25  | 17 | 7  | 4 | 6  | 24 | 25 | -1   |
| 7    | Club Atlético de San Luis | 23  | 17 | 7  | 2 | 8  | 31 | 26 | +5   |
| 8    | Club León                 | 23  | 17 | 6  | 5 | 6  | 23 | 22 | +1   |
| 9    | Club Santos Laguna        | 23  | 17 | 7  | 2 | 8  | 31 | 34 | -3   |
| 10   | Mazatlán FC               | 22  | 17 | 6  | 4 | 7  | 25 | 27 | -2   |
| 11   | CF Pachuca                | 22  | 17 | 5  | 7 | 5  | 16 | 27 | -11  |
| 12   | Deportivo Toluca          | 21  | 17 | 5  | 6 | 6  | 23 | 19 | +4   |
| 13   | Club Tijuana              | 20  | 17 | 6  | 2 | 9  | 23 | 16 | +7   |
| 14   | Querétaro FC              | 19  | 17 | 5  | 4 | 8  | 18 | 29 | -11  |
| 15   | FC Juárez                 | 18  | 17 | 5  | 3 | 9  | 24 | 34 | -10  |
| 16   | Cruz Azul FC              | 17  | 17 | 5  | 2 | 10 | 21 | 29 | -8   |
| 17   | Atlas FC                  | 17  | 17 | 4  | 5 | 8  | 14 | 24 | -10  |
| 18   | Club Necaxa               | 15  | 17 | 3  | 6 | 8  | 18 | 27 | -9   |

| Légende : Qualifications et relégations | Légende : Qualifications et relégations                                |
| --------------------------------------- | ---------------------------------------------------------------------- |
|                                         | Qualification directe pour le 1/4 de finale du play-off du championnat |
|                                         | Qualification pour le tournoi Play-In                                  |
|                                         | T Tenant du titre                                                      |

### LaLiguilla
Les dix équipes qualifiées sont réparties dans le tableau final d'après leur classement général. L'équipe la moins bien classée accueille lors du match aller et la meilleure lors du match retour.
Les équipes placées de la 7e à la 10e place jouent la phase de Play-In pour se qualifier pour les quarts de finale.
En cas d'égalité lors du match de classement, une séance de tirs au but a lieu.
En cas d'égalité lors des autres tours, c'est l'équipe la mieux classée qui se qualifie. Par contre lors de la finale, si les deux équipes sont à égalité sur la somme des deux matchs une prolongation puis une séance de tirs au but ont lieu.

#### Play-In
|    |                        |                            |                        |  |                        |                        |                        |  |   |            |                            |                       |  |
|    | Match pour la 7e place |                            |                        |  |                        |                        |                        |  |   |            |                            |                       |  |
|    | 7                      | 0Club Atlético de San Luis | 3                      |  |                        |                        |                        |  |   |            | Qualifiés en Playoffs      | Qualifiés en Playoffs |  |
| 8  | 0Club León             | 2                          |                        |  | Match pour la 8e place | Match pour la 8e place | Match pour la 8e place |  |   | 7          | 0Club Atlético de San Luis |                       |  |
|    |                        |                            |                        |  | 8                      | 0Club León             | 3                      |  | 8 | 0Club León |                            |                       |  |
|    | Match pour la 9e place | Match pour la 9e place     | Match pour la 9e place |  | 9                      | 0Club Santos Laguna    | 2                      |  |   |            |                            |                       |  |
|    | 9                      | 0Club Santos Laguna        | 2                      |  |                        |                        |                        |  |   |            |                            |                       |  |
| 10 | 0Mazatlán FC           | 1                          |                        |  |                        |                        |                        |  |   |            |                            |                       |  |

#### Tableau
|  |                           |               |                           |               |               |              |     |            |            |            |            |            |              |     |        |        |        |        |        |  |  |
|  | 1/4 de finale             | 1/4 de finale | 1/4 de finale             | 1/4 de finale | 1/4 de finale |              |     | 1/2 finale | 1/2 finale | 1/2 finale | 1/2 finale | 1/2 finale |              |     | Finale | Finale | Finale | Finale | Finale |  |  |
|  |                           |               |                           |               |               |              |     |            |            |            |            |            |              |     |        |        |        |        |        |  |  |
|  |                           |               |                           |               |               |              |     |            |            |            |            |            |              |     |        |        |        |        |        |  |  |
|  | Club América              | (1)           | 2                         | 2             | 2             |              |     |            |            |            |            |            |              |     |        |        |        |        |        |  |  |
|  | Club América              | (1)           | 2                         | 2             | 2             |              |     |            |            |            |            |            |              |     |        |        |        |        |        |  |  |
|  | Club León                 | (8)           | 2                         | 0             | 0             |              |     |            |            |            |            |            |              |     |        |        |        |        |        |  |  |
|  | Club León                 | (8)           | 2                         | 0             | 0             | Club América | (1) | 5          | 0          | 5          |            |            |              |     |        |        |        |        |        |  |  |
|  |                           |               |                           |               |               | Club América | (1) | 5          | 0          | 5          |            |            |              |     |        |        |        |        |        |  |  |
|  |                           |               | Club Atlético de San Luis | (7)           | 0             | 2            | 2   |            |            |            |            |            |              |     |        |        |        |        |        |  |  |
|  | CF Monterrey              | (2)           | Club Atlético de San Luis | (7)           | 0             | 2            | 2   | 0          | 1          | 1          |            |            |              |     |        |        |        |        |        |  |  |
|  | CF Monterrey              | (2)           |                           |               |               |              |     |            | 1          | 1          |            |            |              |     |        |        |        |        |        |  |  |
|  | Club Atlético de San Luis | (7)           | 1                         | 1             | 2             |              |     |            |            |            |            |            |              |     |        |        |        |        |        |  |  |
|  | Club Atlético de San Luis | (7)           | 1                         | 1             | 2             |              |     |            |            |            |            |            | Club América | (1) | 1      | 3a. p. | 4      |        |        |  |  |
|  |                           |               |                           |               |               |              |     |            |            |            |            |            | Club América | (1) | 1      | 3a. p. | 4      |        |        |  |  |
|  |                           | Tigres UANL   | (3)                       | 1             | 0             | 1            |     |            |            |            |            |            |              |     |        |        |        |        |        |  |  |
|  | Tigres UANL               | Tigres UANL   | (3)                       | 1             | 0             | 1            | (2) | 2          | 3          | 5          |            |            |              |     |        |        |        |        |        |  |  |
|  | Tigres UANL               |               |                           |               |               |              | (2) | 2          | 3          | 5          |            |            |              |     |        |        |        |        |        |  |  |
|  | Club Puebla               | (12)          | 2                         | 0             | 0             |              |     |            |            |            |            |            |              |     |        |        |        |        |        |  |  |
|  | Club Puebla               | (12)          | 2                         | 0             | 0             | Tigres UANL  | (3) | 1          | 0          | 2          |            |            |              |     |        |        |        |        |        |  |  |
|  |                           |               |                           |               |               | Tigres UANL  | (3) | 1          | 0          | 2          |            |            |              |     |        |        |        |        |        |  |  |
|  |                           |               | Pumas UNAM                | (4)           | 1             | 1            | 1   |            |            |            |            |            |              |     |        |        |        |        |        |  |  |
|  | Pumas UNAM                | (3)           | Pumas UNAM                | (4)           | 1             | 1            | 1   | 0          | 3          | 3          |            |            |              |     |        |        |        |        |        |  |  |
|  | Pumas UNAM                | (3)           |                           |               |               |              |     | 0          | 3          | 3          |            |            |              |     |        |        |        |        |        |  |  |
|  | CD Guadalajara            | (9)           | 1                         | 0             | 0             |              |     |            |            |            |            |            |              |     |        |        |        |        |        |  |  |
|  | CD Guadalajara            | (9)           | 1                         | 0             | 0             |              |     |            |            |            |            |            |              |     |        |        |        |        |        |  |  |

- En gras : le score cumulé

## Relégation
À compter de la saison 2020-2021, la promotion et la relégation entre la Liga MX et la Liga de Expansión MX ont été suspendues.

## Bilan du tournoi
| Tournoi de clôture du championnat de football du Mexique 2023-2024 |                          |
| Champion                                                           | Club América (14e titre) |
| Dauphin                                                            | Tigres UANL              |
| Qualifications continentales                                       |                          |